# Stanisław Studencki (psycholog)
Stanisław Mateusz Studencki (ur. 1883 we Włocławku, zm. 1945) – polski psycholog, psychotechnik, kierownik Zakładu Psychotechnicznego przy Państwowej Szkole Budowy Maszyn.
Po nauce w Instytucie Technologicznym w Petersburgu i studiach na Uniwersytecie w Zurychu uzupełniał studia w Państwowym Instytucie Pedagogicznym. Od 1925 pracował w Państwowej Szkole Budownictwa w Warszawie.
Żonaty z Ludmiłą Bulińską (1879-1951), lekarką. Był wujem Władimira Lindenberga.

## Wybrane prace
- Psychologia porównawcza narodów. Niemcy, Francuzi, Amerykanie, ludy pierwotne. Warszawa 1936
- Podstawy „rasizmu” niemieckiego. Przegląd Antropologiczny, 1938